# Ведат Інджеефе
Ведат Інджеефе (тур. Vedat İnceefe, нар. 1 квітня 1974, Бурханіє) — турецький футболіст, що грав на позиції захисника. По завершенні ігрової кар'єри — тренер. З 2018 року очолює тренерський штаб команди Туреччина U21.
Виступав, зокрема, за клуби «Галатасарай» та «Галатасарай», а також національну збірну Туреччини.

## Клубна кар'єра
У дорослому футболі дебютував 1993 року виступами за команду «Сома Сотесспор», в якій провів один сезон, взявши участь у 18 матчах чемпіонату. 
Протягом 1994—1996 років захищав кольори клубу «Карабюкспор».
Своєю грою за останню команду привернув увагу представників тренерського штабу клубу «Галатасарай», до складу якого приєднався 1996 року. Відіграв за стамбульську команду наступні три сезони своєї ігрової кар'єри.
Протягом 2000 року захищав кольори клубу «Істанбулспор».
У 2000 році повернувся до клубу «Галатасарай». Цього разу провів у складі його команди три сезони. 
Завершив ігрову кар'єру у команді «Манісаспор», за яку виступав протягом 2003—2005 років.

## Виступи за збірну
У 1996 році дебютував в офіційних матчах у складі національної збірної Туреччини.
У складі збірної був учасником чемпіонату Європи 1996 року в Англії.
Загалом протягом кар'єри в національній команді, яка тривала 2 роки, провів у її формі 6 матчів.

## Кар'єра тренера
Розпочав тренерську кар'єру, повернувшись до футболу після невеликої перерви, 2010 року, очоливши тренерський штаб клубу «Малатьяспор», де пропрацював з 2010 по 2011 рік.
У 2014 році став головним тренером команди Туреччина (U-19), тренував юнацьку збірну Туреччини чотири роки.
Протягом тренерської кар'єри також очолював команду «Бугсасспор», а також входив до тренерського штабу клубу «Галатасарай».
З 2018 року очолює тренерський штаб команди Туреччина U21.

## Титули і досягнення
- Чемпіон Туреччини (4):

«Галатасарай»: 1996-1997, 1997-1998, 1998-1999, 2001-2002
- Володар Кубка Туреччини (1):

«Галатасарай»: 1998-1999
- Володар Суперкубка Туреччини (1):

«Галатасарай»: 1997
- Володар Суперкубка УЄФА (1):

«Галатасарай»: 2000